# Бойс Нойз
Boys Noize (Бойс Нойз) е сценичният псевдоним на Алекзандър Рида, немски електро хаус продуцент и DJ. Същото име носи и лейбълът на Рида, Boysnoize Records, който съществува от 2005 година.

## Биография
Рида е роден през 1982 в Хамбург, Германия. Между 6- и 14-годишна възраст е свирил на пиано и барабани. Веднага щом навършва 14 започват първите му опити да продуцира музика със софтуер. На 16 вече записва в студио със свой колега, който след това познаваме като DJ-ят D.I.M. Именно той учи Рида на техниките през следващите 5 години. Ставайки на 21, Алекзандър се мести в Берлин.
Под името Boys Noize той реализира няколко звукозаписа с френските лейбъли Kitsuné Music, Turbo Recordings на Tiga и International Deejay Gigolos на DJ Hell. Ремиксирал е песни на Tiga, Para One, Feist, Kreeps, Depeche Mode, Bloc Party и Kaiser Chiefs. Ремиксовете на Boys Noize продължително биват пускани по участия от имена като Erol Alkan, SebastiAn, Soulwax, Tiga и Justice.
Алекзандър Рида също така има релийзи под прякорите 909d1sco и Kid Alex. Дебютният му албум Oi Oi Oi излиза през септември 2007 година, а първият сингъл е озаглавен Don’t Believe the Hype. Друга песен на Boys Noize, & Down, звучи във видео играта Grand Theft Auto IV на Electro-choc и PLR радио станциите и също така е използвано като семпъл за сингълът на Estelle, American Boy.
След двугодишни непрестанни турнета и отделни участия вторият албум на Boys Noize озаглавен Power най-после излиза наяве на 29 септември 2009 в целия свят и на 6 октомври в Америка и Канада.

## Дискография

### Издания
| Година | Заглавие               | Формат                       | Лейбъл                              |
| ------ | ---------------------- | ---------------------------- | ----------------------------------- |
| 2004   | The Bomb / Boy Neu     | 12-инчов винил               | International Deejay Gigolo Records |
| 2005   | Are You In?            | 12-инчов винил               | Datapunk                            |
| 2005   | Optic / He-Man         | 12-инчов винил               | Boysnoize Records                   |
| 2005   | Volta 82               | 12-инчов винил               | Boysnoize Records                   |
| 2006   | Erole Attack           | 12-инчов винил               | Turbo Records                       |
| 2006   | Kill The Kid           | 12-инчов винил               | Boysnoize Records                   |
| 2007   | & Down                 | 12-инчов винил               | Boysnoize Records                   |
| 2007   | Don't Believe The Hype | 12-инчов винил               | Boysnoize Records                   |
| 2007   | Feel Good (TV=Off)     | 12-инчов винил               | Kitsuné Music                       |
| 2007   | Lava Lava              | 12-инчов винил               | Boysnoize Records                   |
| 2007   | Oi Oi Oi               | Винил, CD, дигитално сваляне | Boysnoize Records                   |
| 2008   | Oi Oi Oi (Remixed)     | Винил, CD, дигитално сваляне | Boysnoize Records                   |
| 2009   | Starter                | 12-инчов винил               | Boysnoize Records                   |
| 2009   | Power                  | Винил, CD, дигитално сваляне | Boysnoize Records                   |

### Микс албуми
- Bugged Out! Presents Suck My Deck – Mixed by Boys Noize (2008)
- I ♥ Techno 2008 (2008)